# Zyginopsis modesta
Zyginopsis modesta är en insektsart som först beskrevs av M. Firoz Ahmed 1970.  Zyginopsis modesta ingår i släktet Zyginopsis och familjen dvärgstritar.
Artens utbredningsområde är Pakistan. Inga underarter finns listade i Catalogue of Life.